# 破産手続開始の決定
破産手続開始の決定（はさんてつづきかいしのけってい）とは、破産手続を開始する旨の裁判所の裁判のこと。
2004年（平成16年）の破産法（新破産法）の制定により、従来の「破産宣告」から破産手続開始の決定に改められた。
破産法は、以下で条数のみ記載する。

## 破産手続開始の効果

### 破産法上の効果

#### 破産債権者に対する効果
- 破産債権者は破産手続によらなければ権利行使をすることができなくなり、個別の権利行使をすることは禁止される（110条1項）。
- 破産債権者が新たに強制執行を開始することはできず、また、すでに開始されている強制執行は失効する（42条1項、2項）。
- 国税滞納処分については、新たにすることはできないが、すでにされている国税滞納処分の続行は妨げられない（43条1項、2項、110条2項）。
- 破産債権者は、破産手続への参加を強制される（111条以下）。
- 非金銭債権、不確定債権は、破産手続開始時における評価額に換算した金銭債権として扱われる（103条2項1号）。
- 期限が到来していない期限付債権は、期限が到来したものとみなされる（103条3項）。
- 条件付債権、将来の請求権は、無条件の債権として扱われる（103条4項）。

#### 破産者に対する効果
- 破産者は破産財団に属する財産の管理処分権を喪失し、破産管財人に管理処分権が専属する（78条1項）。破産者が破産手続開始後に行った法律行為は、破産手続の関係においては効力を主張することはできない（47条1項）。なお、破産財団と無関係な人格権や自由財産に関する財産の管理処分権は失われない。
- 破産者を当事者とする破産財団に関する訴訟手続は中断する（44条1項）。

### 民法上の効果
- 代理権の消滅事由となる（111条）。
- 債務者が受けた場合には、期限の利益を主張することができない（民法137条）。
- 消費貸借の予約は、その後に当事者の一方が受けたときは、その効力を失う（民法589条）
- 使用者が受けた場合には、雇用に期間の定めがあるときであっても、労働者または破産管財人は、解約の申入れをすることができる（民法631条）。
- 注文者が受けたときは、請負人または破産管財人は、契約の解除をすることができる（民法642条）。